# Sweet Baby
Sweet Baby公司（英語：Sweet Baby Inc.）是一家加拿大叙事设计与咨询工作室，总部位于蒙特利尔，由前育碧开发人员（包括编剧金·贝莱尔和产品经理达维德·贝达尔）创立，为开发中的电子游戏叙事提供咨询服务，以促进游戏叙事和开发商的多元、平等和包容。Sweet Baby曾为多家开发商和游戏提供咨询，包括《沙贝》（Sable）、《戰神：諸神黃昏》和《心灵杀手2》。Sweet Baby被认为以价值观植入的方式，间接的在游戏中加入或将原内容替换为“觉醒文化”的内容，引发网民与玩家反感，因此成为网民的声讨对象。

## 历史
Sweet Baby公司于2018年由前育碧开发人员在加拿大蒙特利尔创立，创始成员包括编剧金·贝莱尔和产品经理达维德·贝达尔。贝达尔任首席执行官，贝莱尔任首席运营官。贝莱尔称其创办Sweet Baby的目的是促进提高电子游戏产业中女性和边缘化群体的地位。
Sweet Baby称其在游戏开发过程中为叙事提供咨询服务，促进开发团队的性别和种族多元化，确保开发团队获得公平的薪酬、培训和认可。Sweet Baby称其目标是确保不同族群的角色的形象应得到尊重、符合整体背景，并有叙事高品質的效果，而不仅仅是为加入而加入。为達到这一目标，Sweet Baby称其在创建不同种族和文化的角色时，会组织开发人员与这些种族和文化的代表进行咨询。当游戏开发团队有职位空缺时，Sweet Baby会协助聯絡开发者。虽然Sweet Baby可以在开发的任一阶段提供咨询服务，但贝莱尔认为，在项目早期介入可以避免推翻已完成的工作，更容易改良叙事。
2018年，在Reflector Entertainment开发的涵盖漫画、小说和电子游戏的跨媒体项目的《无名九使》（Unknown 9）中，贝达尔担任品牌内容经理，贝莱尔担任故事架构师，后来他们成立了Sweet Baby。Sweet Baby为《戰神：諸神黃昏》的叙事和角色设计提供了咨询，重点是塑造黑人角色安格尔波达（Angrboda）使游戏更能引起黑人观众的共鸣，同时兼顾北欧神话背景。Sweet Baby于2020年参与《再见火山高中》（Goodbye Volcano High）的开发，并在2021年开发重启后主导叙事工作。
2022年，Sweet Baby参与了为Playdate掌机开发的游戏《Lost Your Marbles》，组建了两个约12人的团队，在六个月内参与了另外两款Playdate掌机游戏《Recommendation Dog》和《Reel Steel》。由于两个项目的制作进度不同，贝达尔认为同时进行两个项目对Sweet Baby来说“野心过大”了。在《Afterlove EP》的编剧兼设计师穆罕默德·法赫米（Mohammad Fahmi）于2022年去世后，Sweet Baby作为顾问加入了游戏开发，他们在法赫米去世前就一直与其保持聯絡。贝达尔参与了绿美迪娱乐开发的《心灵杀手2》主角萨贾·安德森（Saga Anderson）的背景和故事情节，并与A44 Games合作设计了《燧石枪：黎明之围》（Flintlock: The Siege of Dawn）的主角Nor Vanek。Sweet Baby还加入了《自殺突擊隊：戰勝正義聯盟》的后期制作，主要负责撰写音频内容、NPC对话和游戏内广告。Sweet Baby还参与了《漫威蜘蛛侠2》的故事编辑。截至2024年4月，Sweet Baby共有16名员工。

## 网络抵制
2023年10月，Sweet Baby由于有玩家称其参与过的《心灵杀手2》“可能是游戏史上最大的丑闻之一”而在网络论坛Kiwi Farms上受到了批评，类似的帖子亦被分享到4chan和Reddit社区r/KotakuInAction上。此后Sweet Baby员工声称受到了少量的骚扰，并在2024年1月骚扰情况有所增加。由于Sweet Baby力推“觉醒文化”与DEI文化，2024年初一位Steam玩家创建了名为“Sweet Baby Inc detected”（检测到Sweet Baby公司）的玩家小组来提醒玩家避开Sweet Baby参与过的游戏。2月，Sweet Baby的一名员工唆使他人举报该小组及其创建者违反了Steam的行為準則，但随后这名员工因违反X平台的反骚扰政策被封禁一周，之后此玩家小组在亦得到了更多关注。该组的创建者指责Sweet Baby参与内容审查。至4月该组已有超过355,000名关注者，Discord群组亦有上千名成员。在Steam和Discord随后清理两个群组中用户的部分不符合准则的言论，才使群组继续存在。贝莱尔称Sweet Baby并未就该群组的问题联系Steam的所有者Valve。
针对Sweet Baby的言论包括：其直接或间接受控于投资公司貝萊德；其曾迫使绿美迪将《心灵杀手2》的主角萨贾·安德森变成黑人（游戏总监凯尔·罗利否认这点） ；其应该对一些近期备受瞩目的游戏，如《自杀小队》的失败负责，也应对2023-2024年电子游戏行业大裁员负责。多名记者将这种观点称为阴谋论，其中一些观点来自对Sweet Baby员工在社交媒体或会议上发表的言论的断章取义，脱离了他们关于游戏叙事多样性看法的大背景。Aftermath的内森·格雷森（Nathan Grayson）指出，只要这些观点对观众和读者有吸引力，它们就会继续传播。YouTube上有关抵制Sweet Baby的视频获得了数百万次浏览。贝莱尔回应道，Sweet Baby的工作是总体上改善叙事，而不是仅专注于多样性和包容性。她指出，玩家认为Sweet Baby只是将骄傲旗添加到《漫威蜘蛛侠2》中，而实际上他们提供了大约三年的叙事工作，包括几个关卡和角色弧线设计。
网络抵制出现后，Sweet Baby的员工面临着骚扰和人肉搜尋的风险，一些高调的社交媒体名人/帐号如埃隆·马斯克、右翼政治评论员马特·沃尔什（Matt Walsh）和Libs of TikTok等引起了对Sweet Baby及其员工的关注。其他面临骚扰的人包括最先报道网络抵制的Kotaku记者以及与Sweet Baby合作或公开支持Sweet Baby的开发者。几位记者和内容创作者将此事件与玩家门相比较，TheGamer的斯泰茜·亨利（Stacey Henley）称其为“拒绝进步主义思想的最新隐语”。The Verge的阿什·帕里什（Ash Parrish）认为，Discord成员并不是“真的想要有意义的改变”，而只是“在感受氛围，尽管这种氛围很恶臭”。Sweet Baby继续正常运作，贝达尔认为，自玩家门以来，业界对类似的争议已经司空见惯。Sweet Baby的合作伙伴，如Insomniac Games，根据自身受骚扰的经历，提供了克服网络抵制的建议，而拉米·伊斯梅尔（Rami Ismail）、史蒂夫·赛勒（Steve Saylor）等多位开发者和顾问在社交媒体上支持Sweet Baby。记者和学者敦促Sweet Baby的其他合作伙伴公开为其辩护来阻止虚假指控，Game Developer的布莱恩特·弗朗西斯（Bryant Francis）敦促Steam和Discord明确其政策，以避免类似事件和骚扰的发生。
2024年9月，一位名为Camerin Wild的Sweet Baby的员工声称其目的是要“毁掉游戏行业”，亦引发了争议。

## 参与的游戏
| 年份 | 名称                                                   | 开发商                     | 参与内容                           | 来源          |
| ---- | ------------------------------------------------------ | -------------------------- | ---------------------------------- | ------------- |
| 2019 | Neo Cab                                                | Chance Agency              | 写作                               | [ 38 ]        |
| 2020 | 刀塔霸业                                               | Valve                      | 剧本写作                           | [ 39 ]        |
| 2020 | 刺客信条：英灵殿                                       | 育碧蒙特利尔               | 剧本写作                           | [ 24 ] [ 38 ] |
| 2021 | 龙与地下城：黑暗联盟 Dungeons & Dragons: Dark Alliance | Tuque Games                | 剧本写作                           | [ 40 ]        |
| 2021 | 沙贝 Sable                                             | Shedworks                  | 写作与角色                         | [ 2 ] [ 41 ]  |
| 2022 | Lost Your Marbles                                      | Sweet Baby Inc.            | 完整开发                           | [ 16 ] [ 41 ] |
| 2022 | 高譚騎士                                               | 华纳兄弟游戏蒙特利尔工作室 | 剧本写作                           | [ 42 ]        |
| 2022 | 戰神：諸神黃昏                                         | 聖塔莫尼卡工作室           | 叙事与角色咨询                     | [ 3 ] [ 41 ]  |
| 2023 | Recommendation Dog                                     | Sweet Baby Inc.            | 完整开发                           | [ 16 ]        |
| 2023 | Reel Steal                                             | Sweet Baby Inc.            | 完整开发                           | [ 16 ]        |
| 2023 | 影子诡局：被诅咒的海盗 Shadow Gambit: The Cursed Crew  | Mimimi Games               | 敏感信息审阅                       | [ 13 ]        |
| 2023 | 再见火山高中 Goodbye Volcano High                      | KO_OP                      | 叙事指导、设计、写作、敏感信息审阅 | [ 15 ] [ 41 ] |
| 2023 | Quantum Phantom Basketball                             | Brenda Arts                | 写作和制作                         | [ 43 ]        |
| 2023 | 飙酷车神：轰鸣盛典 The Crew Motorfest                  | 育碧象牙塔                 | 校对、补充写作                     | [ 24 ] [ 41 ] |
| 2023 | 王国80年代 Kingdom Eighties                            | Fury Studios               | 补充写作                           | [ 44 ]        |
| 2023 | 蜘蛛人2                                                | Insomniac Games            | 故事咨询                           | [ 2 ] [ 41 ]  |
| 2023 | 心灵杀手2                                              | 綠美迪娛樂                 | 角色、敏感信息审阅                 | [ 3 ] [ 41 ]  |
| 2024 | 自殺突擊隊：戰勝正義聯盟                               | Rocksteady Studios         | 剧本创作（音频日志、非玩家角色）   | [ 2 ] [ 41 ]  |
| 2024 | Afterlove EP                                           | Pikselnesia                | 叙事设计与写作                     | [ 18 ] [ 45 ] |
| 2024 | 燧石枪：黎明之围 Flintlock: The Siege of Dawn          | A44 Games                  | 写作与角色                         | [ 20 ]        |
| 2024 | 光明破坏者 Hyper Light Breaker                         | Heart Machine              | 故事架构与角色塑造                 | [ 46 ] [ 47 ] |
| 2024 | 肯泽拉传说：扎乌 Tales of Kenzera: Zau                 | Surgent Studios            | 叙事                               | [ 43 ]        |
| 2025 | 午夜之南 South of Midnight                             | Compulsion Games           | 故事开发、文化和角色咨询           | [ 48 ] [ 41 ] |
| 2025 | Usual June                                             | Finji                      | 叙事与角色                         | [ 49 ] [ 41 ] |
| 待定 | 塑战核心 Battle Shapers                                | Metric Empire              | 叙事指导、设计、写作、世界观       | [ 41 ]        |
| 待定 | Breeze in the Clouds                                   | Stormy Nights Interactive  | 叙事设计与咨询                     | [ 41 ]        |
| 待定 | Contraband                                             | 雪崩工作室                 | 敏感信息审阅、剧本写作             | [ 47 ]        |
| 待定 | 漫威金刚狼 Marvel's Wolverine                          | Insomniac Games            | 故事咨询                           | [ 2 ]         |